# Российско-палестинские отношения
Российско-палестинские отношения — двусторонние дипломатические отношения между Российской Федерацией и Государством Палестиной. Основа их заложена в 1974 году, когда в Москве открылось представительство Организации освобождения Палестины (ООП).
Посольство Государства Палестина в Российской Федерации находится по адресу: Москва, Кропоткинский переулок, 26. Представительство РФ в Государстве Палестина находится в городе Рамалла, в 20 км от Иерусалима.

## История

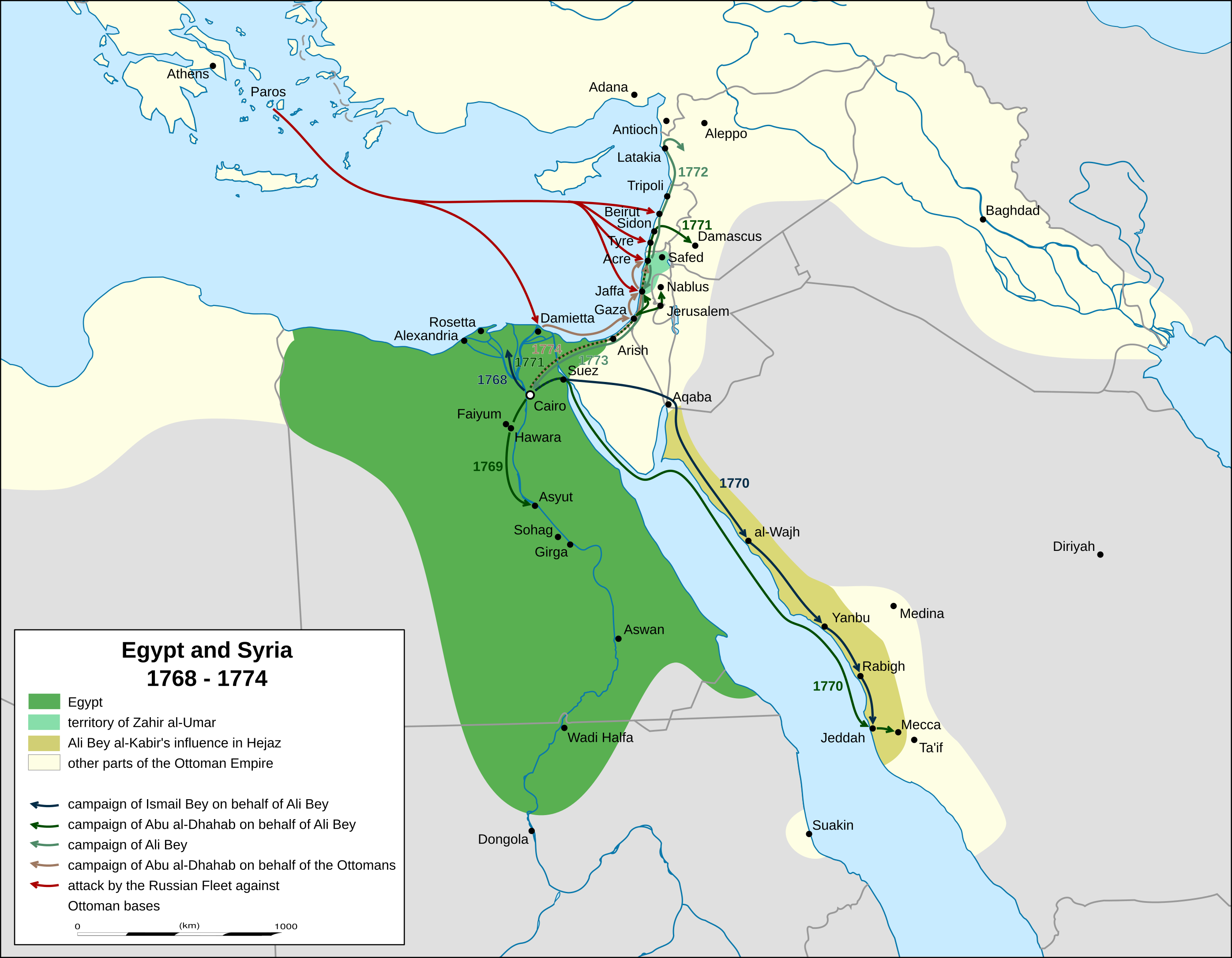
Палестина в составе Османской империи между 1768 и 1774 годами и передвижения российского флота в Леванте.

История российско-палестинских отношений восходит к Русско-турецкой войне 1768—1774 гг. в ходе которой правитель Галилеи в Палестине Захир аль-Умар аз-Зейдани получал поддержку российской эскадры в Средиземном море, в результате которой он одержал победу над османской армией при Сайде..Получив известие о разгроме османских войск, Дахир ал-‘Умар и ‘Али-бей устроили триумфальное чествование оставшихся в Акке капитанов: «с пушечною пальбою» и здравицами в честь Екатерины II, «победительницы во всех концах света».
В 1947 году СССР принял решение поддержать план раздела Палестины с целью противостояния политике Великобритании. 14 мая 1948 года, в день окончания Мандата было провозглашено создание Государства Израиль, а 15 мая началась вторжение в Израиль регулярных частей армий пяти стран ЛАГ. В результате Арабо-израильская войны арабское государство создано не было, а противоречия между Иорданией, Египтом и другими членами ЛАГ привели к тому, что вопрос о создании арабского государства в Палестине практически был снят с повестки дня, а бо́льшая часть территории, выделенной ООН под его создание, была разделена между Иорданией и Египтом вплоть до их поражения в Шестидневной войне (1967), когда она перешла под контроль Израиля.
Сотрудничество между СССР и палестинскими организациями началось после поражения арабов в Шестидневной войне, и особенно оно усилилось после охлаждения отношений между СССР и Египтом. В 1974 году в Москве было открыто представительство ООП.
В середине 1970-х гг. в спецшколах КГБ и ГРУ под Москвой, Оренбургом, Николаевом и в Симферополе проходили подготовку командного состава десятки палестинских арабов. В 1974 г. СССР удовлетворил просьбу руководства НФОП о предоставлении ей «специальных технических средств и различных видов легкого стрелкового оружия». Первая их партия была передана 14 мая 1975 года в нейтральных водах Аденского залива «при соблюдении крайних мер предосторожности».
К началу Ливанской войны 1982 года Организация освобождения Палестины (ООП) с советской помощью смогла аккумулировать значительное количество вооружения, включая дальнобойную артиллерию, ракетные установки и зенитные орудия. У палестинских организаций «было достаточное количество переносных ракетных комплексов, танков Т-34 и Т-54, не говоря уже об автоматическом стрелковом оружии». Согласно А. Розину, всего с 1956 по 1991 гг. в СССР прошли военную подготовку около 1500 палестинских комбатантов (ООП — 1021, Демократический фронт освобождения Палестины (ДФОП) — 392 и НФОП — 69.
В 1990 году представительство ООП в Москве было преобразовано в посольство Государства Палестина. В 1995 г. в результате Соглашений в Осло между Израилем и ООП, в Газе начало функционировать Представительство России при Палестинской национальной администрации (ПНА), переведённое в 2004 году в Рамаллу, Западный берег реки Иордан, в 20 км от Иерусалима.

## XXI век

Вывеска Посольства Государства Палестина в Москве, 2018 год

Посол Палестины в России Абдельхафиз Нофаль

29 апреля 2005 года президент РФ Владимир Путин был первым действующим главой Российской Федерации, совершившим визит в Палестинскую автономию. В ходе переговоров Путин заверил Махмуда Аббаса, что Россия продолжит оказывать Палестине помощь в становлении собственной государственности.
В мае 2006 и сентябре 2008 годов Россия дважды предоставляла ПНА гуманитарную финансовую помощь, переведя по 10 млн.долл. США на удовлетворение первоочередных социальных нужд палестинцев. В августе 2007 года и июне 2008 года по решению Правительства Российской Федерации самолётами МЧС России в Амман была доставлена гуманитарная помощь (продовольствие, медикаменты и палатки), предназначенная для населения Газы.
В январе 2011 года президентом России Дмитрием Медведевым был открыт российский Музейно-парковый комплекс в Иерихоне. В июне 2012 года президентом России Владимиром Путиным — в Вифлееме был открыт Российский центр науки и культуры (РЦНК, с 2021 года — «Русский дом»), одно из зарубежных представительств Россотрудничества. 1 сентября 2014 года в Вифлееме при финансовом участии России открылась средняя общеобразовательная школа с углублённым изучением русского языка. В мае 2017 года в Вифлееме открылся построенный при участии России многофункциональный комплекс с залом для единоборств, музыкальной школой, бизнес-центром и кафе. В Вифлееме появилась улица Владимира Путина, а в Иерихоне — улица Дмитрия Медведева.
На территории Восточного Иерусалима находится Русская духовная миссия в Иерусалиме, а также ряд православных храмов и монастырей РПЦ.
Россия в течение многих десятилетий в соответствии с резолюцией Совета безопасности ООН № 194 от 11 декабря 1948 года поддерживает право палестинцев на создание собственного государства со столицей в Восточном Иерусалиме. В этом контексте Россия выступает против одностороннего признания Иерусалима со стороны США единой столицей Израиля и запланированного переноса туда 15 мая 2018 года  американского посольства из Тель-Авива, где оно сейчас находится, равно как и посольства других государств. Россия настаивает на политико-правовом оформлении статуса Восточного Иерусалима (до израильской оккупации 1967 года оккупированного Трансиорданией). Российские мусульмане с симпатией относятся к политическим требованиям палестинцев.
Встречи Президента России с Президентом Государства Палестина проходят регулярно. В частности, глава Государства Палестина Махмуд Аббас посещал Москву с визитами в апреле 2016, мае 2017 и феврале 2018 года, где в дружественной, партнёрской атмосфере вёл переговоры с президентом Путиным.
В октябре 2022 года во время встречи с Путиным в Казахстане Махмуд Аббас отверг роль США в израильско-палестинском конфликте и выразил желание, чтобы Россия играла более центральную роль в качестве посредника, что вызвало критику со стороны Вашингтона. Высокопоставленный палестинский дипломат заявил Arab News, что Россия «является великой страной, дружественной и поддерживающей права палестинского народа, а также серьезно поддерживающей его дело».